# Takamura monogatari

Le Takamura monogatari (篁物語) est une nouvelle écrite à la fin de l'époque de Heian par un auteur inconnu. Le texte est également connu sous les noms Takamura nikki (篁日記), Ono no Takamura shū (小野篁集), et Ono no Takamura ki (小野篁記).

## Contenu
L'ouvrage se compose de deux courts récits dont le personnage principal est fondé sur Ono no Takamura.
- La première histoire tire son inspiration du poème 829 du Kokin wakashū[1],[2]:

Composé après la mort de ma sœur
Puissent les larmes que je pleure tomber comme la pluie
Et faire monter la rivière
Ma sœur pourrait me revenir.
Tandis qu'Ono no Takamura enseigne les classiques chinois à sa demi-sœur, ils tombent amoureux l'un de l'autre et la sœur est enceinte. Quand leur mère apprend ce qui se passe, elle les sépare. La sœur s'enferme dans une pièce et meurt pour retrouver Takamura sous la forme d'un fantôme.
- La deuxième histoire est basée sur le poème 186 du Honchō monzui. Dans ce passage, Takamura demande au ministre de Droite la permission d'épouser sa sœur[3].

Dans la nouvelle, Takamura cherche à épouser la fille du ministre de Droite. Il est d'abord rejeté par ses sœurs mais finalement l'épouse. Il est poursuivi par le fantôme de sa sœur morte et la jalousie de sa femme mais la fortune lui sourit et il devient sangi (参議), conseiller secondaire. Il prend alors soin de la sœur ainée ainsi que des autres sœurs devenues malheureuses.